# 环氧腻子
环氧腻子，又称环氧粘合剂，指用作空間填充黏合劑的室溫硬化物質。 其確切成分因製造商和應用而異。 它們被儲存起來直到用作粘土狀稠度的兩種成分。 將兩種成分相互捏合會產生放热化学反应，通过催化环氧化合物的聚合反应来激活物质以供使用。与许多其他类型的胶水不同，环氧粘合剂可以填充间隙，甚至可以模塑成各種結構部件。 一些製造商在廣告中聲稱，可以在其固化產品上鑽孔和攻絲，並且可以快速固化「像鋼一樣堅硬」（以蕭氏評級測量），儘管它们的拉伸强度和剪切强度比钢弱得多。
環氧膩子經常被微型模型師和雕塑家使用。 建模者用它來將不同的部件連接成一個整體，連接處用模壓膩子覆蓋，通常會形成突起或紋理以匹配周圍的環境。 造型中最常見的環氧膩子品種的黏土成分分別為黃色和藍色，混合後硬化的最終產品為綠色。 這就產生了環氧膩子的俗稱「綠色材料」 。

## 相关
- 油灰
- Milliput（英语：Milliput）
- 普拉特利腻子（英语：Pratley Putty）